# Valoración urbanística
El presente artículo aborda el tema de la valoración urbanística. En los procesos de transformación urbanística, es necesario valorar los bienes y derechos aportados, así como las cargas o costes soportados, de manera que el proyecto de reparcelación contemple una distribución equitativa entre los participantes.

## España
Para ello, la Ley del Suelo de España prevé la aplicación de distintos métodos o sistemas de cálculo en función de la calificación del suelo y de la clase de bienes y derechos afectados.
- Método de comparación. Se basa en la comparación de bienes similares o semejantes. Si podemos considerar un bien, cuyo valor se desea estimar, semejante o similar a un determinado grupo de bienes de precio o valor conocido, éstas magnitudes se utilizarán para el cálculo de aquel.

- Método de capitalización. Si conocemos los rendimientos o rentas netas que produce periódicamente un determinado bien que deseamos valorar, podemos capitalizarlas, obteniendo el valor actual neto de las mismas que sería equivalente al valor del bien.

- Valor catastral. Para calcular la base imponible del impuesto sobre bienes inmuebles se estima el valor catastral de los mismos de acuerdo con las disposiciones de Hacienda aplicables. En el caso del suelo, se utiliza el valor de repercusión asignado por las Ponencias Catastrales.

- Valor residual. Cuando se desconoce el valor del suelo, siendo éste el único coste desconocido en la realización del producto inmobiliario, puede estimarse como diferencia entre el precio del producto inmobiliario finalizado y listo para su uso y todos los costes conocidos que intervienen en su elaboración. La Ley del suelo distingue entre valor residual dinámico y valor residual estático del suelo, según se considere o no el calendario previsto de ingresos y gastos. La consideración de este calendario, en el método dinámico, supone la necesidad de estimar precios y costes futuros, mientras que con el método estático, al no tener en cuenta ese calendario, se utilizan precios y costes actuales.

- Valor AVM (Automated Valuation Model). Se refiere a la valoración automática de inmuebles siguiendo criterios estadísticos. Estas valoraciones sirven para la supervisión de valores conforme a la normativa Basilea II